# Guerre américano-mexicaine
Batailles
Opérations le long du Río Grande
- Fort Texas
- Palo Alto
- Resaca de la Palma

La révolte de Taos
- Cañada
- Mora
- Embudo Pass
- Pueblo de Taos

Conquête de la Californie
m
- Révolte du drapeau à l'ours
- Sonoma
- Olómpali
- Monterey
- Yerba Buena
- San Diego
- Santa Barbara
- Los Angeles
- Chino
- Rancho Domínguez
- Natividad
- San Pasqual
- Santa Clara
- Río San Gabriel
- La Mesa
- Traité de Cahuenga

Campagne du Nord de Taylor
- Monterrey
- Buena Vista

Campagne de Scott
- Veracruz
- Cerro Gordo
- Contreras
- Churubusco
- Molino del Rey
- Chapultepec
- Mexico

Siège de Puebla
- Siège de Puebla
- Bataille de Huamantla

Campagne de la côte Pacifique
- Guaymas
- Mulege
- Punta Sombrero
- Mazatlán
- La Paz
- Palos Prietos et Urias
- San José del Cabo
- Siège de La Paz
- Affaire à Guaymas
- San Blas
- Manzanillo
- San José del Cabo
- Cochorio
- Bocachicacampo
- Todos Santos

La guerre américano-mexicaine, ou guerre du Mexique (1846-1848), oppose les États-Unis au Mexique. Elle est déclenchée lorsque le Congrès des États-Unis vote l'annexion du Texas en 1845.
Aux États-Unis, elle est plus couramment appelée Mexican War (français : guerre mexicaine). Occasionnellement, des critiques contemporains l'ont surnommée ironiquement Mr. Polk's War (la guerre de M. Polk, qui est alors président des États-Unis). Au Mexique, elle est appelée la intervención estadounidense (l'intervention des États-Unis) ou la guerra del 47 (la guerre de 47).
Nombre d'officiers ayant servi dans l'une ou l'autre des armées deviendront ensuite présidents de leur pays respectif : Mariano Arista, Nicolás Bravo et Pedro María Anaya pour le Mexique, Zachary Taylor, Franklin Pierce et Ulysses S. Grant pour les États-Unis. Par ailleurs, George Pickett et James Longstreet deviendront deux importants généraux de l'armée confédérée, et Robert Lee s'y distingua en tant que capitaine.
Cette guerre, ou plus justement l'annexion par les États-Unis des territoires mexicains, est considérée par certains observateurs comme l'un des facteurs déclencheurs de la guerre de Sécession qui mettra une douzaine d'années plus tard les États-Unis à feu et à sang. C'est notamment le point de vue que défend Ulysses S. Grant dans ses mémoires :

« La rébellion du Sud fut l'avatar de la guerre avec le Mexique. Nations et individus sont punis de leurs transgressions. Nous reçûmes notre châtiment sous la forme de la plus sanguinaire et coûteuse guerre des temps modernes. »

— Ulysses Grant.

## Contexte
La situation à la veille de la guerre est complexe : le Mexique s'étend depuis son indépendance en 1821 sur les territoires du Sud-Ouest des États-Unis actuels, avec les territoires de Haute-Californie (Alta California) et du Nouveau-Mexique (Santa Fe de Nuevo México ou Nuevo México), c'est-à-dire approximativement sur les territoires des actuels États américains de Californie, de l'Utah, du Nord de l'Arizona, du Sud-Ouest du Wyoming et du Nouveau-Mexique. Depuis la cession par la France, en 1803, de la Louisiane aux États-Unis, les deux pays ont une frontière commune, du golfe du Mexique jusqu'à l'actuel Wyoming.
Le Mexique vient de perdre le Texas, qui, à la suite d'une révolte en 1836, s'est constitué en république indépendante, puis a été incorporé aux États-Unis en 1845. Sur le littoral de l'océan Pacifique, les intérêts mexicains sont menacés par les comptoirs russes.
Quelques terres de cette région sont devenues familières aux montagnards américains et aux marchands qui fréquentent la piste de Santa Fe. Quelques centaines d'Américains sont déjà installés en Californie et des bateaux y échangent différents produits, le long de la côte. Tous ces territoires avant cette guerre se trouvent sous la souveraineté de la république du Mexique, indépendante depuis un quart de siècle et qui constituait auparavant la majeure partie de la Nouvelle-Espagne, la colonie espagnole d'Amérique du Nord. Avant le début de la guerre, les États-Unis envoyèrent un diplomate à Mexico, dont la mission était d'acheter le Nouveau-Mexique et la Californie pour 25 millions de dollars. Le Mexique ne donna aucune réponse.
À Washington, le président James Knox Polk est un chantre de la conquête de l'Ouest et veut voir se réaliser la « destinée manifeste ». Cette idée a été parfaitement illustrée par le rédacteur de la Democratic Review, John L. O'Sullivan : « C'est manifestement notre destinée de nous répandre sur le continent que la Providence nous a alloué pour y assurer le libre développement d'une population qui, chaque année, se multiplie par millions ».
En février 1846, il envoie des troupes, commandées par le général Zachary Taylor, sur le Río Grande pour faire pression sur le gouvernement mexicain. Il souhaite acheter les territoires qui compléteraient l'Union. Taylor construit alors Fort Texas (plus tard nommé Fort Brown), à l'extrémité sud de l'actuel Texas, sur la rive nord du Río Grande face à la ville mexicaine de Matamoros. La presse américaine conduit une campagne anti-mexicaine très dure afin de soutenir le déclenchement de la guerre. La Democratic Review appelle à « les annihiler en tant que race » et l'American Review propose également leur « extermination ».

## Début des hostilités
Le 24 avril 1846, un détachement fort de 2 000 cavaliers mexicains attaque une patrouille de l'US Army de 63 hommes sur le territoire contesté situé au nord du Rio Grande et au sud du Rio Nueces. La cavalerie mexicaine met en déroute la patrouille et tue 11 soldats américains dans ce qui sera nommé plus tard la Thornton Affair (l'affaire Thornton, du nom du capitaine qui commandait la patrouille). Un rescapé s'échappera et rentrera à Fort Texas.

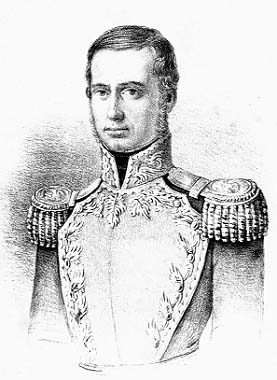
Le général Mariano Arista en 1847, futur président du Mexique.

Le 3 mai, l'artillerie mexicaine de Matamoros ouvre le feu sur Fort Texas, qui répond avec ses canons. Le bombardement dure cinq jours puis les forces mexicaines commandées par le général Mariano Arista, peu à peu, encerclent le fort. Deux soldats américains sont tués durant le bombardement, dont le commandant de la place, Jacob Brown, qui donnera son nom au Fort, et à la ville actuelle de Brownsville.
Le 8 mai, Zachary Taylor arrive avec 2 400 hommes en renfort. Cependant, Arista fonce vers le nord avec 3 400 hommes sur Palo Alto. Les Américains usent d'une nouvelle technique d'artillerie, nommée flying artillery (artillerie volante, une artillerie légère mobile, montée sur des affûts légers à roues tirés par des chevaux et servie par des canonniers montés), qui fait des ravages dans les rangs mexicains. Ces derniers répondent par des charges de cavalerie et par des décharges de leur propre artillerie. Toutefois, leurs pertes importantes démoralisent quelque peu les Mexicains qui vont chercher un terrain qui leur soit plus propice. Ils font retraite sur la rive opposée du lit d'une rivière asséchée (resaca) durant la nuit qui leur procurera une fortification naturelle, mais aussi dispersent leurs troupes et compliquent la communication. Pendant la bataille du Resaca de la Palma le jour suivant, s'engage un terrible corps à corps. La cavalerie américaine réussit à capturer l'artillerie mexicaine, ce qui force les Mexicains à la retraite, une retraite qui tourne en déroute. À cause de la nature du terrain et de la dispersion des troupes, Arista est dans l'impossibilité de rallier ses forces. Les Mexicains subissent de lourdes pertes, ils sont contraints d'abandonner leur artillerie et leurs bagages. Fort Texas leur inflige de nouvelles pertes alors qu'ils passent à proximité et nagent pour traverser le Rio Grande où nombre d'entre eux périssent noyés.

### Déclaration de guerre

Organisation territoriale du Mexique pendant les 1re et 2e Républiques. En rouge, les régions sécessionnistes.

C'est alors que Polk est informé de l’affaire Thornton qu'il considère comme un casus belli. Un message au Congrès du 11 mai déclare que « le Mexique a envahi notre territoire et versé le sang américain sur le sol américain » et qu'il « invoque l'intervention urgente du Congrès pour qu'il reconnaisse officiellement l'existence de la guerre ». Une session conjointe des chambres approuve par une majorité écrasante la déclaration de guerre. Les démocrates soutiennent la guerre à une écrasante majorité, 67 Whigs votent contre lors d'un amendement, mais au vote final seuls 14 Whigs votent non, y compris le représentant Abraham Lincoln qui précise que ce n'est pas le sol américain, mais un territoire convoité par deux pays. Le Sénat américain vote dans le même sens par 40 voix contre 2. Les États-Unis déclarent la guerre au Mexique le 13 mai 1846, le Mexique la déclarera le 23 mai.
Les Whigs du Nord et du Sud sont en général opposés à la guerre, alors que les démocrates, pour la plupart, la soutiennent. Abraham Lincoln (du Parti whig) conteste les causes de la guerre et demande à quel endroit exactement Thornton a été attaqué et le sang américain versé.
« Cette guerre est indéfinissable », déclare le dirigeant du Parti whig, Robert Toombs de Géorgie. « Nous accusons le président d'usurper le droit de faire la guerre… en se saisissant d'un territoire […] qui depuis des siècles appartient aux Mexicains […] Contrôlons ce désir de domination. Nous avons bien assez de territoire, quand même le Ciel le sait. » [Beveridge 1:417.]
Après la déclaration de guerre, les troupes des États-Unis envahissent le Mexique sur deux fronts principaux. Le département de la Guerre des États-Unis envoie des troupes de cavalerie commandées par Stephen W. Kearny pour envahir l'Ouest du Mexique depuis Fort Leavenworth, renforcées par la flotte du Pacifique sous les ordres de John D. Sloat. Le but premier est ici de contrecarrer les Britanniques qui auraient pu être tentés d'occuper ce territoire. Deux autres forces, l'une commandée par John E. Wool et l'autre par Taylor, reçoivent l'ordre d'occuper le Mexique jusqu'à la ville de Monterrey.

## Les opérations en Californie

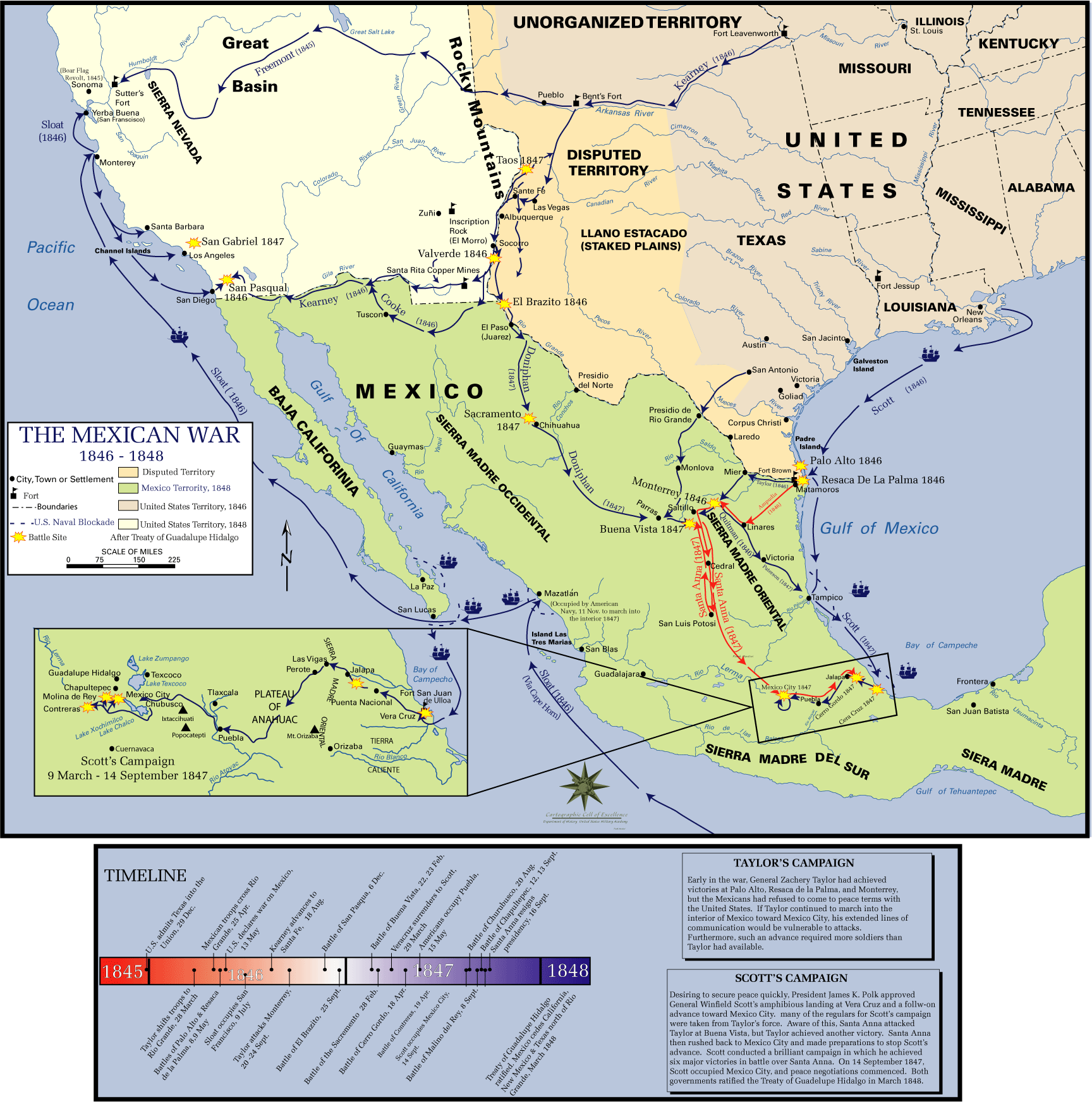
Carte des opérations de la guerre américano-mexicaine.

Lorsque la guerre est déclarée le 13 mai 1846, l'ordre de guerre n'arrive en Californie qu'après deux mois, à la mi-juillet 1846. Le consul américain de Monterey, Thomas O. Larkin (en), après avoir entendu les rumeurs de la déclaration de guerre, essaie de conserver la paix entre les Américains et la petite garnison mexicaine commandée par José Castro. L'explorateur, militaire et cartographe John Charles Frémont arrive en Californie en décembre 1845 avec une soixantaine d'hommes bien armés, et se dirige vers l'Oregon lorsqu'il reçoit la nouvelle de l'imminence de la guerre contre le Mexique. Ayant entendu des rumeurs selon lesquelles les autorités mexicaines veulent arrêter tous les Américains, 30 colons se révoltent et s'emparent de la garnison de Sonoma. Ils hissent le Bear Flag de la république de Californie à Sonoma le 15 juin 1846. Le 23 juin, Frémont arrive avec ses troupes et prend le commandement des deux forces.

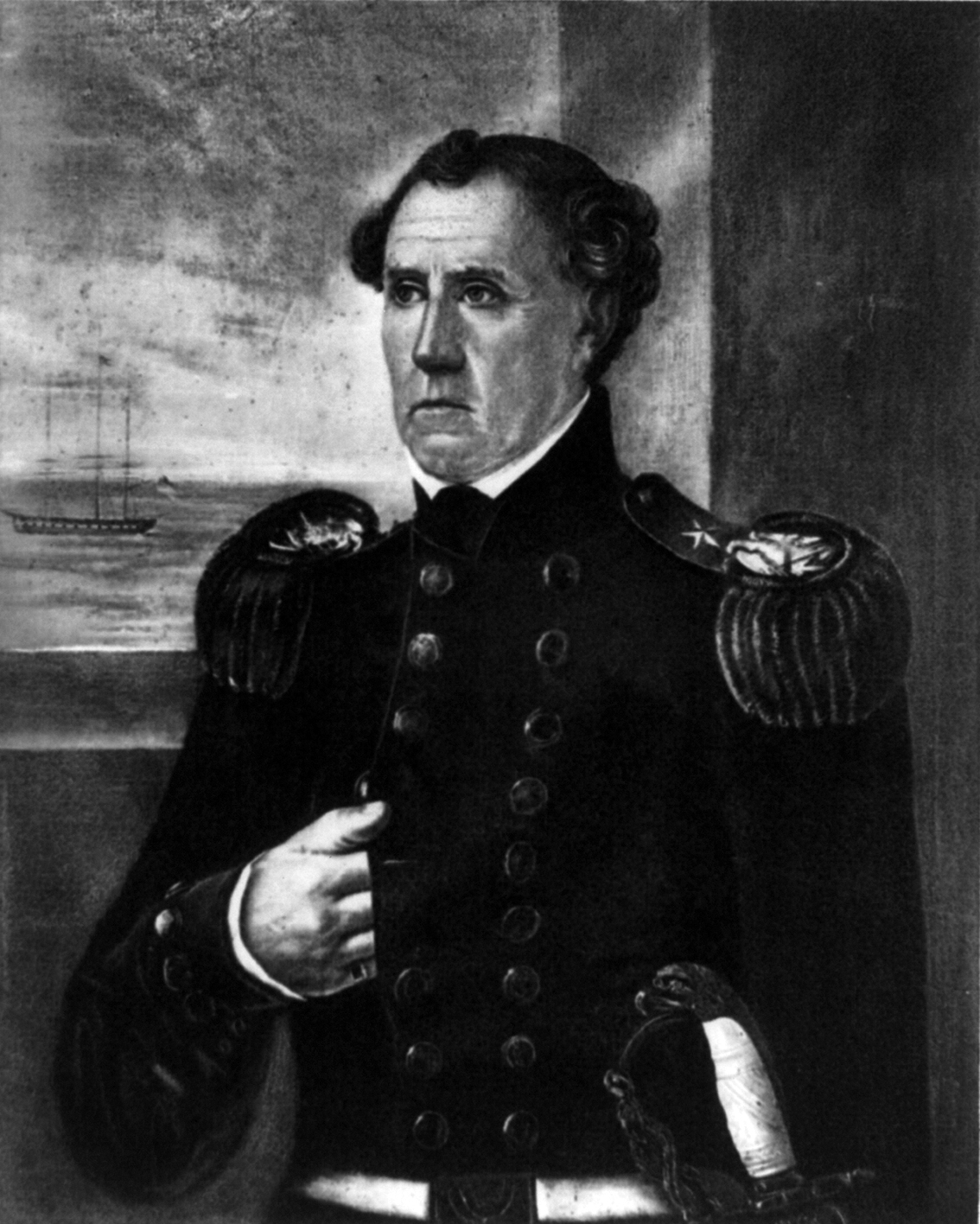
Le Commodore John D. Sloat.

Le commodore John Drake Sloat ordonne dès lors à ses forces navales d'occuper Yerba Buena (San Francisco) le 7 juillet 1846 et d'y hisser le drapeau américain. Le 15, Sloat cède le commandement à Robert Field Stockton, un chef plus agressif. Le 19 juillet, la guerre est officiellement déclarée. Les forces américaines prennent alors rapidement le contrôle sur la Californie, en à peine quelques jours.
Le gouverneur mexicain fuit Los Angeles. Lorsque les forces de Stockton entrent dans la ville le 13 août 1846, la conquête de la Californie semble complète et ne pas avoir coûté de vie. Stockton, cependant, laisse trop peu d'hommes dans la ville et les Californiens, de leur propre initiative et sans l'aide du Mexique, forcent la garnison à se retirer vers la fin du mois de septembre. Les renforts envoyés par Stockton sont repoussés au cours d'une petite bataille à San Pedro.
Finalement, les forces de Stockton et d'un général, Kearny, entrent à Los Angeles sans résistance le 10 janvier 1847. Trois jours plus tard, la « capitulation de Cahuenga » voit la reddition du dernier corps armé de Californiens au lieutenant-colonel Frémont. La révolte californienne s'achève ainsi.

## La guerre dans le Nord du Mexique

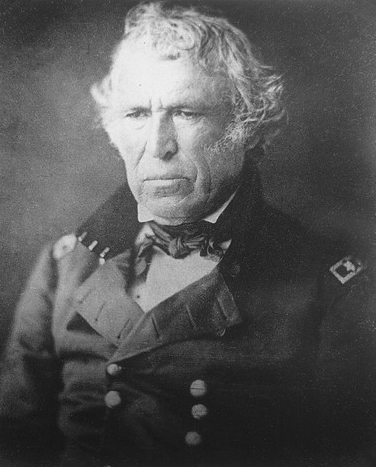
Le général américain Zachary Taylor, futur président des États-Unis.

Les défaites de Palo Alto et Resaca de la Palma causent une agitation politique au Mexique, agitation que Antonio López de Santa Anna utilise pour relancer sa carrière politique et revenir de son exil à Cuba. Il promet aux Américains que s'ils lui permettent de franchir leur blocus, il négocierait une conclusion pacifique à la guerre et qu'il vendrait les territoires du Nouveau-Mexique et de Californie aux États-Unis. Dès son arrivée au Mexique, cependant, il se renie et offre ses talents militaires au gouvernement mexicain. Dès qu'il est nommé général, il renie à nouveau sa parole, cette fois envers son gouvernement, et se saisit de la présidence.
Une force importante conduite par Taylor traverse le Río Grande (Rio Bravo), non sans quelques difficultés pour se procurer les embarcations nécessaires à la traversée. Elle occupe les villes de Matamoros, puis Camargo et se dirige ensuite vers le sud et assiège la ville de Monterrey. La bataille de Monterrey est une dure bataille sanglante durant laquelle les deux camps déplorent de lourdes pertes entre les 21 et 23 septembre 1846.
À l'issue de cette bataille, Taylor accepte d'autoriser l'armée mexicaine à évacuer Monterrey et consent à un armistice de 8 semaines en échange de la reddition de la ville. Sous la pression de Washington, Taylor rompt l'armistice et occupe la ville de Saltillo, au sud de Monterrey. Santa Anna reproche à Ampudia la perte de Monterrey et Saltillo et le rétrograde à la tête d'un petit bataillon d'artillerie.
Le 22 février 1847, Santa Anna, en personne, marche sur le nord pour y combattre Taylor avec 20 000 hommes. Taylor s'est retranché sur un col, près d'une hacienda, appelée Buena Vista, avec 4 600 hommes. Dans sa marche vers le nord, Santa Anna a dû faire face à nombre de désertions et arrive avec seulement 15 000 hommes épuisés. Il exige et se voit refuser la reddition des Américains le soir de son arrivée, puis attaque le matin suivant. Santa Anna attaque par le flanc les positions américaines avec sa cavalerie et quelques fantassins sur le terrain escarpé sur l'un des côtés du col, alors qu'une division d'infanterie attaque de front sur la route menant à Buena Vista.
S'ensuit une furieuse bataille durant laquelle les Américains sont proches de la déroute, mais sauvés par des salves d'artillerie contre les assaillants mexicains commandées par le capitaine Braxton Bragg, et grâce à la charge des cavaliers du Mississippi Riflemen sous les ordres de Jefferson Davis. Ayant subi de très fortes pertes, Santa Anna se retire durant la nuit, laissant à Taylor le contrôle du Nord du Mexique. Taylor utilisera plus tard la bataille de Buena Vista comme pièce maîtresse de sa victorieuse campagne présidentielle de 1848.

## La campagne de Scott

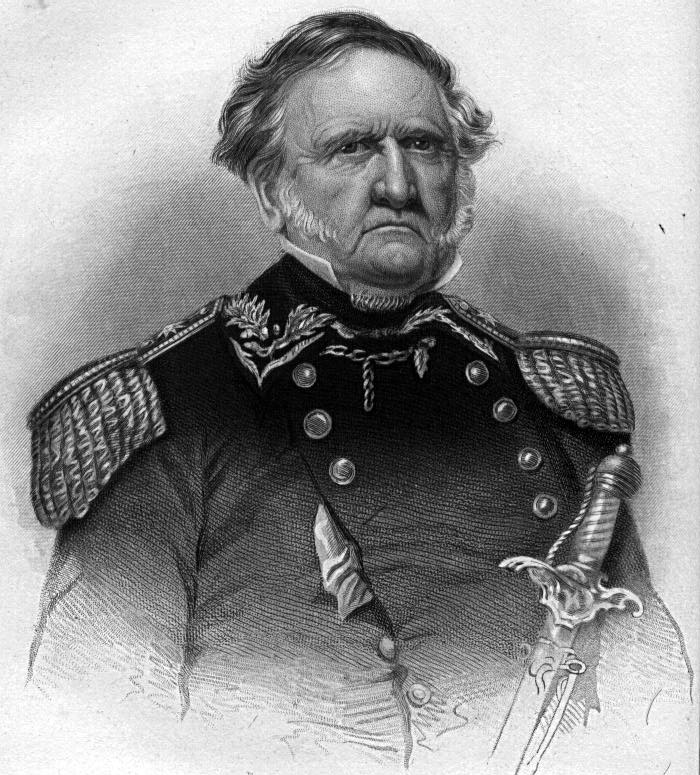
Le général américain Winfield Scott.

Plutôt que de renforcer l'armée de Taylor afin de poursuivre son avance, le président Polk envoie une seconde armée commandée par le général Winfield Scott, qui arrive par la mer au port de Veracruz, afin d'envahir le cœur du Mexique. Polk ne croit plus en Taylor qui démontre son incompétence lors de la bataille de Monterrey en acceptant un armistice.
Le 9 mars 1847, Scott effectue le premier débarquement amphibie de l'histoire des États-Unis afin d'entreprendre le siège de Veracruz. Un groupe de 12 000 volontaires et de troupes régulières déchargent munitions, vivres et chevaux près de la cité fortifiée (dans ces troupes, on trouve un certain Robert E. Lee et George G. Meade). La ville est défendue par le général Juan Morales à la tête de 3 400 hommes. Mortiers et canons de marine (sous les ordres du commodore Matthew C. Perry) sont utilisés pour détruire les murs de la ville et harceler ses défenseurs. La cité répond de son mieux avec sa propre artillerie. Le puissant barrage d'artillerie défait la volonté des Mexicains de résister à des troupes très supérieures en nombre. Après un cessez-le-feu établi le 25 mars, la ville se rend officiellement le 29 mars 1847. Les Américains déplorent 80 victimes, alors que du côté mexicain on compte environ 180 morts et blessés dont la moitié sont des civils. Durant le siège, du côté américain, des hommes commencent à tomber, victimes de la fièvre jaune.
Scott marche alors vers l'ouest, en direction de Mexico avec 8 500 hommes en bonne santé, alors que Santa Anna prépare une position défensive dans un canyon le long de la route, à mi-chemin de Mexico, près du hameau de Cerro Gordo. Santa Anna a mis 12 000 hommes et de l'artillerie dans des tranchées sur la route où il espère voir apparaître Scott. Cependant le 18 avril Scott a envoyé en éclaireur une troupe de 2 600 dragons et le tir prématuré de l'artillerie mexicaine révèle la position mexicaine.

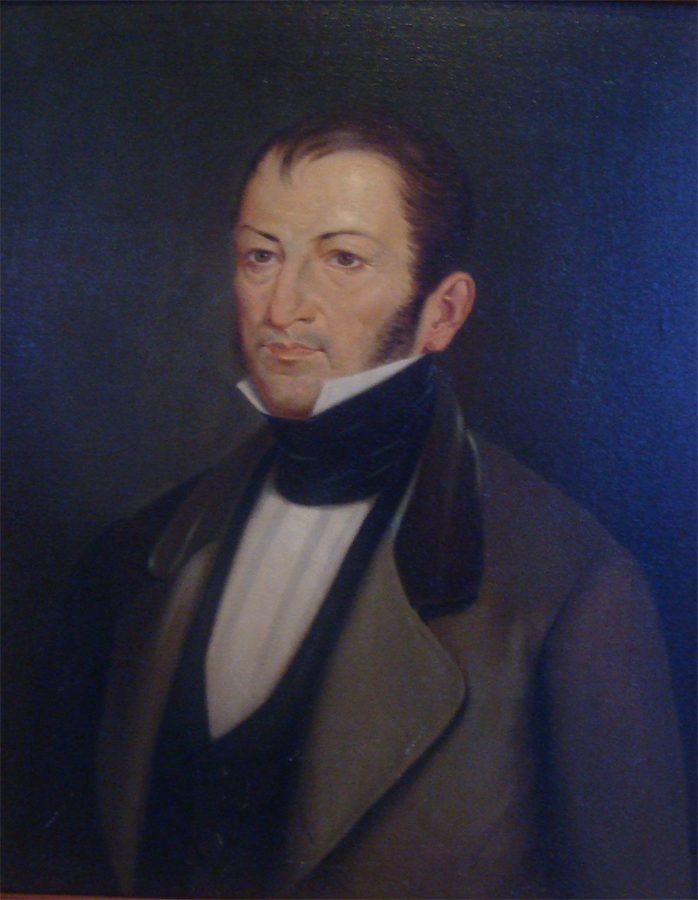
Nicolás Bravo, futur président du Mexique.

Plutôt que de suivre la route, les troupes de Scott passent donc à travers un terrain escarpé vers le nord où elles installent l'artillerie sur les hauteurs et attaquent les Mexicains par leur flanc. Santa Anna et ses troupes ne se sont pas préparés à une telle éventualité, l'armée mexicaine est en déroute. Les Américains comptent 400 victimes, alors que les Mexicains en comptent plus de 1 000 et que 3 000 d'entre eux sont faits prisonniers.
En mai, Scott attaque Puebla, alors la seconde plus grande ville du Mexique, qui capitule le 15 mai, sans combattre car ses habitants conservateurs et catholiques sont hostiles à Santa Anna et lui ont refusé toute aide.
Dans la seconde partie du mois d'août, les troupes américaines reprennent leur progression vers Mexico, à San Antonio, elles se retrouvent devant une position fortifiée où les attendent Santa Anna et quelque 20 000 hommes.
Les troupes américaines avancent alors vers l'ouest de Mexico, là elles affrontent les troupes de Nicolás Bravo lors de la bataille de Chapultepec, les 12 et 13 septembre. Ensuite, le 14 septembre 1847, la capitale s'offre à eux, sans plus de résistance, mais durant trois jours, des soulèvements se produisent et le 17 septembre, le général Santa Anna hisse le drapeau blanc et s'avoue vaincu.

## Épilogue
Par le traité de Guadalupe Hidalgo signé le 2 février 1848, le Mexique cède aux États-Unis le Texas, la Californie, l'Utah, le Nevada, le Colorado, le Wyoming, le Nouveau-Mexique, et l'Arizona (la moitié de leur territoire), pour 15 millions de dollars de l'époque, ce qui équivaut à environ 600 millions de dollars de l'an 2000. Ce traité met fin aux hostilités, mais est très humiliant pour les Mexicains.

### Combattants
Bien qu'environ 13 000 soldats américains soient morts pendant cette guerre, seuls 1 700 d'entre eux ont été tués au combat, les autres périssant de maladies. Les pertes mexicaines ont été estimées à 25 000 victimes.
Les facteurs qui contribuèrent à la défaite du Mexique furent l'infériorité de ses armes et le corps médical peu efficace, qui était essentiellement composé des femmes des soldats. L'armée mexicaine utilisait des mousquets britanniques datant des guerres napoléoniennes alors que les troupes américaines étaient munies des tout derniers fusils produits aux États-Unis. De plus, les Mexicains étaient entraînés à tirer en tenant leur mousquet à hauteur de hanche alors que les Américains tenaient leur fusil à l'épaule, visant leur cible le long du canon de l'arme. Les Américains étaient par ailleurs plus nombreux.
L'armée mexicaine fut plus fragile que l'armée américaine du fait de conflits internes. À Buena Vista, l'armée mexicaine fut impressionnante et attaqua l'armée du général Zachary Taylor. Malgré de nombreuses pertes humaines, elle resta nettement supérieure, les jeunes Américains battant en retraite. Le général Jefferson Davis contre-attaqua et alors que la victoire semblait promise à Santa Anna, le lendemain de la bataille, le camp mexicain était désert.
Il est important de souligner que pour des causes religieuses, de nombreux catholiques américains désertèrent les rangs américains afin de combattre du côté mexicain.

### Conséquences

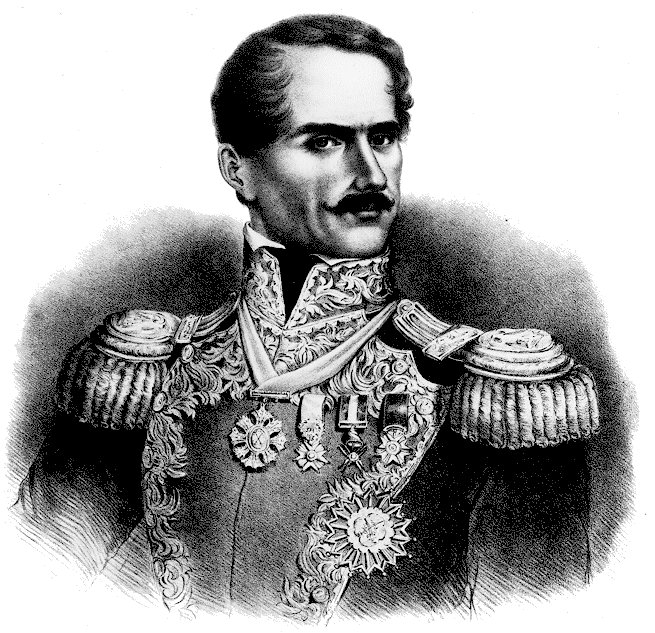
Antonio López de Santa Anna.

Le Mexique perdit un territoire de 1 300 000 km2, très faiblement peuplée de mexicains et largement inexploré. Toutefois la guerre provoqua un sentiment d'unité nationale qui avait fait défaut depuis la fin de la guerre d'indépendance du Mexique en 1821.
La guerre permit aussi l'émergence d'une nouvelle classe politique au Mexique remettant en cause la mainmise de Santa Anna, discrédité par sa défaite, sur le pouvoir. Cette classe politique montante proclame une république libérale en 1857. Un des premiers actes de cette république sera de promulguer différentes lois qui favoriseront la colonisation des États du Nord du Mexique, vastes et peu peuplés, afin d'éviter toute nouvelle perte de territoires.
Le Mexique avait cédé aux États-Unis les territoires de la Californie et du Nouveau-Mexique : les États actuels de l'Arizona, du Colorado, de la Californie, du Nevada, du Nouveau-Mexique et de l'Utah. L'ironie du sort voulut qu' un an à peine après la perte du territoire, on trouva en Californie l'or que la Nouvelle-Espagne avait cherché en vain depuis le XVIe siècle.
Les territoires annexés étaient habités par environ 1 000 familles mexicaines en Californie et 7 000 au Nouveau-Mexique. Quelques-unes rentreront au Mexique, mais la plupart resteront et leurs membres deviendront des citoyens américains.
Un mois avant la fin du conflit, Polk fut blâmé par un amendement de la Chambre des représentants déposé par le général Zachary Taylor pour « une guerre inutile et inconstitutionnelle ordonnée par le président des États-Unis. » Cette critique, dans laquelle le représentant Abraham Lincoln joua un rôle important, suivait un examen minutieux des débuts de la guerre par le Congrès,. Le vote suivit les lignes du parti et les Whigs soutinrent l'amendement. L'attaque de Lincoln causa du tort à sa carrière politique en Illinois, où la guerre était populaire, et il ne put s'y présenter pour sa réélection.
Dans la plus grande partie des États-Unis, la victoire et l'acquisition de nouveaux territoires exacerba le patriotisme (le pays avait également acquis la moitié sud de l'Oregon Country en 1846 par un traité avec le Royaume-Uni). La victoire renforça chez les Américains le sentiment de destinée manifeste de leur pays.
Alors que le Whig Ralph Waldo Emerson rejetait la guerre « comme moyen d'atteindre les destinées de l'Amérique », il acceptait que « la plupart des grands destins de l'histoire soient obtenus par des moyens indignes ». Bien que les Whigs se fussent opposés à la guerre, ils firent de Zachary Taylor leur candidat à l'élection présidentielle de 1848, vantant ses réussites militaires alors qu'ils taisaient leurs critiques sur la guerre elle-même.
La guerre avait été largement soutenue par les démocrates et rejetée par les Whigs. Les abolitionnistes du Nord voyaient souvent en la guerre une tentative des esclavagistes d'étendre l'esclavage et d'assurer leur influence sur le gouvernement fédéral. Henry David Thoreau écrivit La Désobéissance civile et refusa de payer des impôts destinés à soutenir la guerre. L'ancien président John Quincy Adams exprima également son opinion selon laquelle la guerre visait à étendre l'esclavage. En 1846, le représentant démocrate David Wilmot déposa le Wilmot Proviso visant à interdire l'esclavage dans tous les nouveaux territoires gagnés sur le Mexique. La proposition de Wilmot fut rejetée, mais elle attisa la querelle entre les factions.

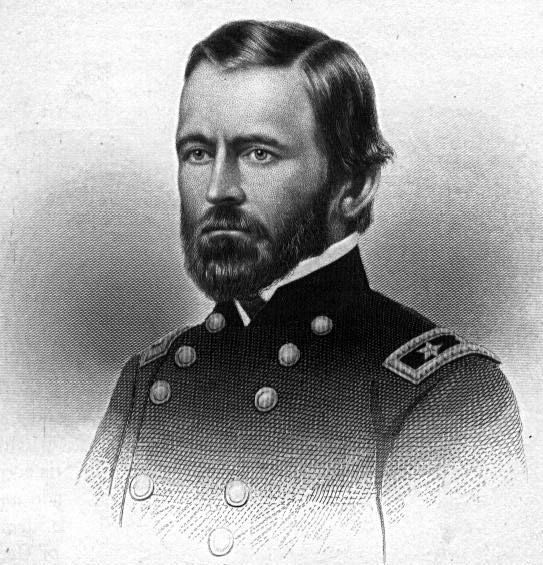
Ulysses S. Grant, futur président des États-Unis.

Dans les années 1880, Ulysses S. Grant, qui avait servi sous les ordres de Scott, disait qu'il s'était agi d'une guerre diabolique qui avait amené le courroux de Dieu sur les États-Unis et dont le châtiment fut la guerre civile :

« La rébellion du Sud fut l'avatar de la guerre avec le Mexique. Nations et individus sont punis de leurs transgressions. Nous reçûmes notre châtiment sous la forme de la plus sanguinaire et coûteuse guerre des temps modernes. »

Nombre de généraux qui combattront lors de la guerre de Sécession s'étaient battus lors de celle-ci, parmi eux Grant, George McClellan, Ambrose Burnside, Stonewall Jackson, James Longstreet, George G. Meade, et Robert E. Lee, aussi bien que le futur président confédéré, Jefferson Davis.
Dans le parc de Chapultepec à Mexico, le monument des Niños Héroes (en) (cadets héroïques) commémore le sacrifice de six cadets (âgés de 13 à 19 ans), qui se battirent jusqu'à la mort plutôt que de se rendre aux envahisseurs américains lors de la bataille de Chapultepec le 18 septembre 1847. Le 5 mars 1947, cent ans après la bataille, le président des États-Unis Harry S. Truman déposa une couronne sur le monument et y observa une minute de silence.

## Chronologie
| 1846 |                           | |
|      | 1er janvier               | Le président Polk ordonne au général Zachary Taylor de marcher vers le Río Grande depuis le Rio Nueces. |
|      | 24 avril                  | L'affaire Thornton, les premiers morts américains de la guerre (casus belli).                           |
|      | 3 - 9 mai                 | Siège de Fort Texas.                                                                                    |
|      | 8 mai                     | Bataille de Palo Alto.                                                                                  |
|      | 9 mai                     | Bataille du Resaca de la Palma.                                                                         |
|      | 11 mai                    | Le président Polk dépose la déclaration de guerre au Congrès.                                           |
|      | 13 mai                    | Les États-Unis déclarent la guerre au Mexique.                                                          |
|      | 4 juillet                 | Le capitaine John C. Fremont proclame l'indépendance de la Californie.                                  |
|      | 7 juillet                 | Le commodore John D. Sloat prend la ville de Monterey (Californie).                                     |
|      | 8 juillet                 | Sloat se saisit de Yerba Buena (l'actuel San Francisco).                                                |
|      | 20 - 24 septembre         | Bataille de Monterrey.                                                                                  |
|      | 7 octobre                 | Bataille de Dominguez Rancho.                                                                           |
|      | 16 novembre               | Bataille de Natividad.                                                                                  |
|      | 6 décembre                | Bataille de San Pasqual.                                                                                |
|      | 25 décembre               | Bataille d'El Brazito (en).                                                                             |
| 1847 |                           | |
|      | 2 janvier                 | Bataille de Santa Clara.                                                                                |
|      | 8 janvier                 | Bataille de Rio San Gabriel (en).                                                                       |
|      | 9 janvier                 | Bataille de La Mesa.                                                                                    |
|      | 24 janvier                | Bataille de Cañada (en). Bataille de Mora (en).                                                         |
|      | 29 janvier                | Bataille de Embudo Pass (en).                                                                           |
|      | 3 - 4 février             | Siège de Pueblo de Taos (en).                                                                           |
|      | 23 février                | Bataille de Buena Vista.                                                                                |
|      | 28 février                | Bataille de Sacramento (en).                                                                            |
|      | 9 - 29 mars               | Siège de Veracruz.                                                                                      |
|      | 18 avril                  | Bataille de Cerro Gordo.                                                                                |
|      | 15 mai                    | Les forces américaines prennent Puebla.                                                                 |
|      | 6 juin                    | À Las Vegas (Nouveau-Mexique), Stephen W. Kearny revendique le Nouveau-Mexique au nom des États-Unis.   |
|      | 12 juillet                | Combat du Rio Calaboso.                                                                                 |
|      | 19 - 20 août              | Bataille de Contreras. Bataille de Churubusco.                                                          |
|      | 8 septembre               | Bataille de Molino del Rey.                                                                             |
|      | 13 septembre              | Bataille de Chapultepec.                                                                                |
|      | 13 - 15 septembre         | Bataille de Mexico.                                                                                     |
|      | 14 septembre - 12 octobre | Siège de Puebla (1847).                                                                                 |
|      | 17 septembre              | Capitulation du général Santa Anna.                                                                     |
|      | 9 octobre                 | Bataille de Huamantla.                                                                                  |
|      | 19 octobre                | Combat d'Atlixco (en).                                                                                  |
|      | 11 novembre               | Prise de Mazatlán (en).                                                                                 |
| 1848 |                           | |
|      | 2 février                 | Traité de Guadalupe Hidalgo.                                                                            |
|      | 16 mars                   | Combat de Santa Cruz de Rosales (en) (Price occupe la ville ignorant que la paix a été signée).         |
|      | 30 mars                   | Combat de Todos Santos (les derniers coups de feu du conflit).                                          |
| 1849 |                           | |
|      |                           | Début de la ruée vers l'or.                                                                             |
| 1854 |                           | |
|      |                           | Santa Anna vend l'Arizona du Sud pour 10 millions de dollars et se fait chasser du pouvoir.             |

## Dans la culture
- Crépuscule Sanglant, un roman de James Carlos Blake sorti en 1997.

### Filmographie
- (fr) DVD The History Channel, L'histoire du Mexique de la conquête de l'or à la révolution, Paris en 2001, durée 100 min. (2 volumes).